# Helmuth Harries
Helmuth Harries (* 5. Juli 1902 in Nienburg/Weser; † 26. Dezember 1977 in Berlin) war ein deutscher Politiker (CDU).
Helmuth Harries besuchte eine Landwirtschaftsschule und wurde zunächst Landwirtschaftsgehilfe. Später wurde er Gewerkschaftssekretär des Zentralverbands der Landarbeiter beim christlich-nationalen Deutschen Gewerkschaftsbund in Liegnitz (Schlesien). 1926 wurde er Leiter des Zentralverbands im Bezirk Niedersachsen und 1930 in die Hauptverwaltung des Zentralverbands in Berlin berufen. Dort wurde Harries Schriftleiter der Gewerkschaftszeitung und Dozent an der Christlich-Nationalen Landvolkschule sowie der Evangelisch-Sozialen Schule Spandau. Nach der „Machtergreifung“ der Nationalsozialisten wurde er 1933 gemaßregelt und übernahm ein Großhandelsgeschäft. Am 17. November 1939 beantragte Harries die Aufnahme in die NSDAP und wurde zum 1. Dezember desselben Jahres aufgenommen (Mitgliedsnummer 7.311.714). Er wurde von der Wehrmacht eingezogen und geriet anschließend in sowjetische Kriegsgefangenschaft.
Nach dem Zweiten Weltkrieg trat Harries 1945 der CDU bei und wurde 1948 Mitbegründer der Unabhängigen Gewerkschaftsopposition (UGO). Im selben Jahr wurde er ehrenamtlich für zwanzig Jahre 2. Vorsitzender der Gewerkschaft Gartenbau, Land- und Forstwirtschaft. Ab 1952 arbeitete er als Referent für Sozialpolitik bei der CDU Berlin. Da Charles Schmidt Bezirksstadtrat im Bezirk Wedding war, rückte Harries im März 1955 in das Abgeordnetenhaus von Berlin nach. Bei der Wahl 1958 wurde er erneut in das Parlament gewählt. 1960 wurde er Geschäftsführer der Evangelischen Arbeitnehmerschaft in Berlin. Bei der folgenden Wahl 1963 wurde Harries in die Bezirksverordnetenversammlung im Wedding gewählt. Bei der Wahl 1967 wurde er trotz seines Alters erneut in das Abgeordnetenhaus gewählt, am Ende der Legislaturperiode 1971 schied er endgültig aus.
Harries war Mitglied der Provinzialsynode Berlin-Brandenburg.